# Sycetta
Sycetta is een geslacht van sponsdieren uit de familie van de Sycettidae.

## Soorten
- Sycetta antarctica (Brøndsted, 1931)
- Sycetta asconoides Breitfuss, 1896
- Sycetta conifera (Haeckel, 1870)
- Sycetta quadriradiata Hozawa, 1929
- Sycetta sagitta de Laubenfels, 1942
- Sycetta sagittifera Haeckel, 1872
- Sycetta vinitincta Van Soest & De Voogd, 2015